# Solomon Ilori
Solomon Gbadegesin Ilori (ca. 1934) is een Nigeriaanse drummer en percussionist in de jazz.

## Levensloop
Solomon Gbadegesin Ilori werd geboren in Nigeria in een muzikaal gezin. Zijn vader was danser en zanger. Als kind leerde hij spelen op trommels, de gitaar en de fluit. In de jaren vijftig had hij een groep waarmee hij voor de radio speelde en een prijs won. Rond 1958 verhuisde hij naar de Verenigde Staten met het doel Afrikaanse muziek voor het voetlicht te brengen en toerde hij met een gezelschap (waaronder dansers) door het land. Hij werkte in New York samen met drummer Art Blakey, die al eerder had gespeeld met Afrikaanse drummers, en maakte opnamen met Blakey voor diens album The African Beat. Dankzij Blakey kon hij in 1963 een album opnemen voor Blue Note Records. Een jaar later maakte hij opnieuw opnamen, die echter op de plank bleven liggen tot ze in het begin van de 21ste eeuw alsnog werden uitgebracht. Ilori werkte nadien nog samen met Harry Belafonte, Miriam Makeba en Hugh Masekela.

## Discografie

### Als leider
- African High Life (Blue Note, 1963)

### Als sideman
Met Art Blakey
- The African Beat (Blue Note, 1962)